# Hungurvaka
Hungurvaka (nórdico antiguo: Hungrvaka), también Historia primorum qvinqve Skalholtensium in Islandia Epifcoporum, es una crónica medieval de los primeros cinco obispos cristianos de Islandia, desde la primera mitad del siglo XI hasta 1176. Compilada en 1778 por Jón Ólafsson en latín, la obra original de autoría anónima se escribió hacia 1200 posiblemente en Skálholt y las vidas de los obispos se contemplan como un ejemplo de la conducta cristiana.
Hungurvaka significa «despertar el hambre», pues según el propósito del autor, el redactado debería animar a conocer más sobre el tema principal.
Actualmente el manuscrito original se encuentra en el Instituto Árni Magnusson desde el 25 de octubre de 1973, fecha que fue adquirido para la colección del museo. El volumen está codificado como AM 373 4.º.